# Grand attracteur
Ne doit pas être confondu avec Attracteur Shapley.
 (juillet 2014).
Si vous disposez d'ouvrages ou d'articles de référence ou si vous connaissez des sites web de qualité traitant du thème abordé ici, merci de compléter l'article en donnant les références utiles à sa vérifiabilité et en les liant à la section « Notes et références ».

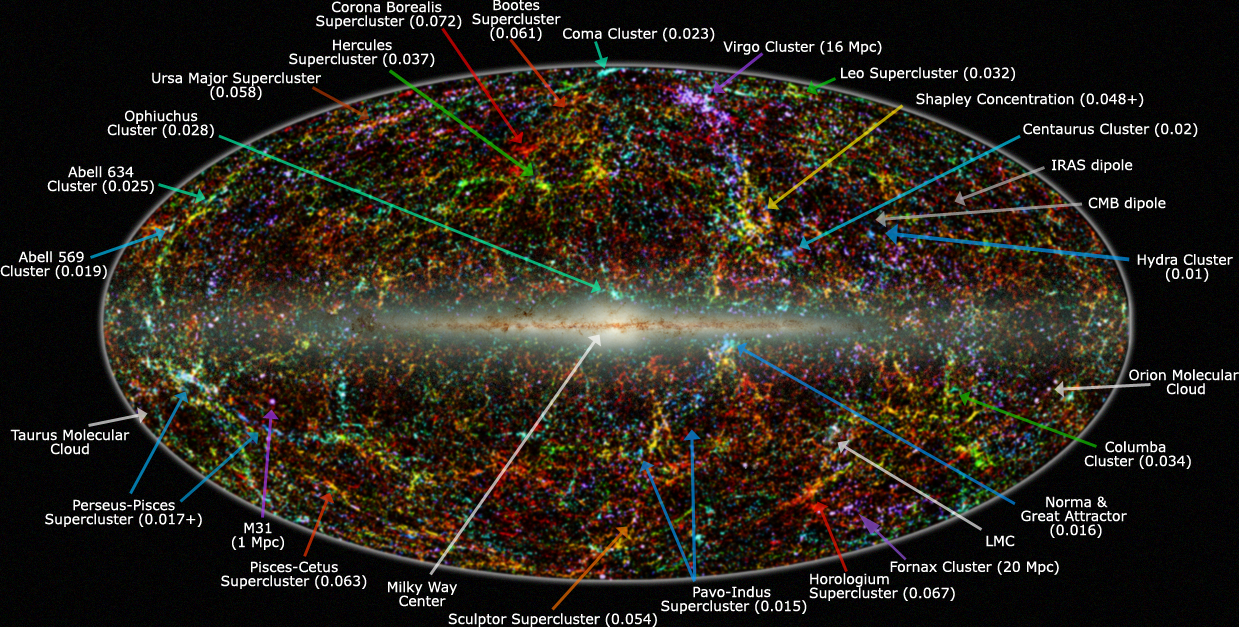
Sur la carte 2MASS de la NASA, le Grand attracteur est localisé au bout de la grande flèche bleue, située en bas à droite.

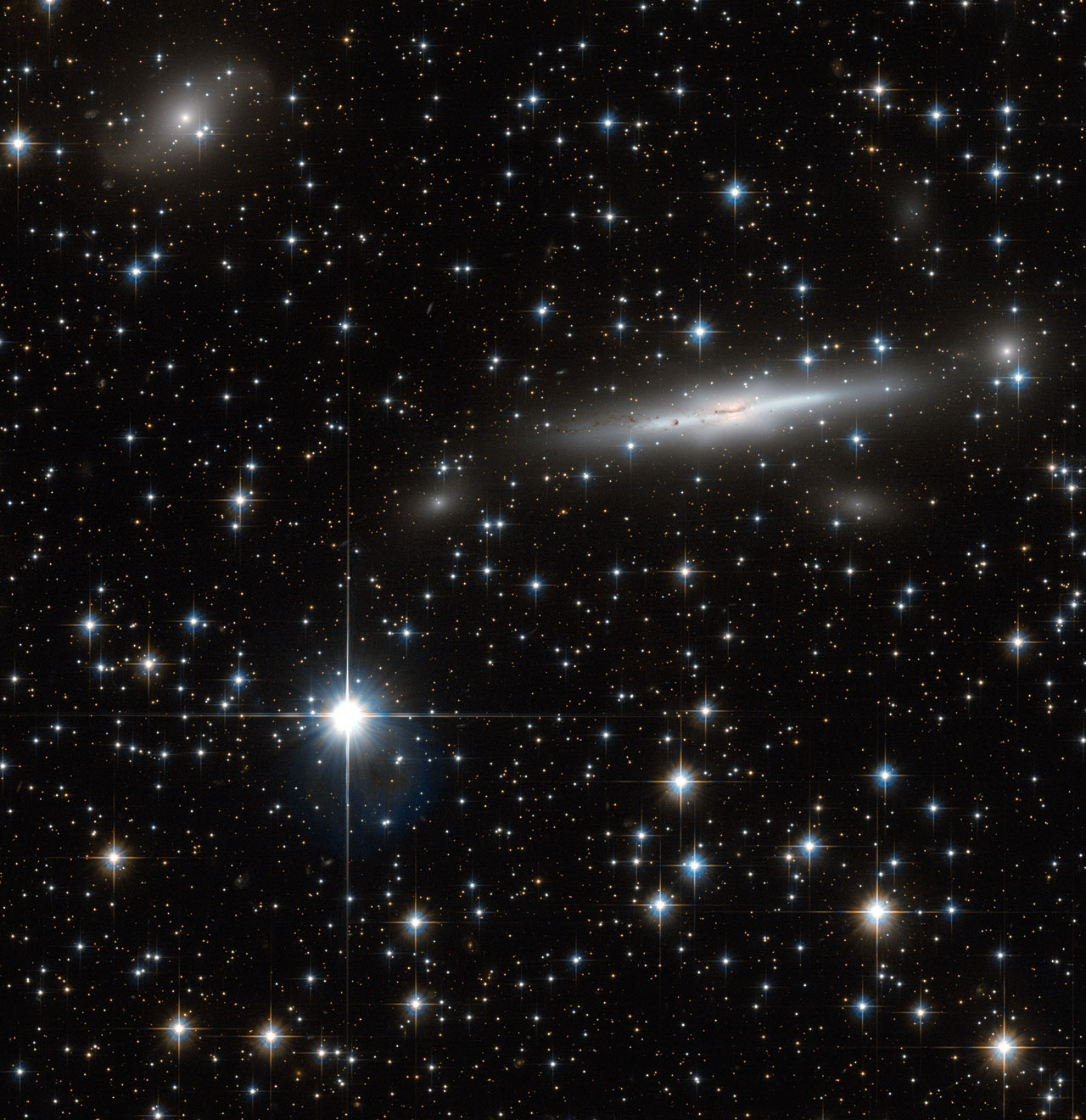
Image provenant du télescope spatial Hubble montrant la région céleste où est localisé le Grand attracteur.

Le Grand attracteur (Great Attractor) est une anomalie gravitationnelle de l'espace intergalactique se trouvant au centre du superamas Laniakea et dans le voisinage du superamas de l'Hydre-Centaure. Cette anomalie dévoile l'existence d'une concentration locale de masses équivalente à des dizaines de milliers de fois la masse de notre galaxie, la Voie lactée.
Cette masse est observable indirectement par son effet sur le mouvement de galaxies et de leurs amas sur une région large de plusieurs centaines de millions d'années-lumière, jusqu'au superamas de la Vierge. Le Grand Attracteur se déplace en direction du superamas de Shapley.
Toutes ces galaxies possèdent un décalage vers le rouge, selon la Loi de Hubble-Lemaître, ce qui nous indique qu'elles s'éloignent de nous et les unes des autres, mais des variations dans ces décalages permettent de déceler l'existence d'une anomalie. Ces variations sont comprises entre −700 km/s et +700 km/s selon leur direction par rapport au Grand attracteur.

## Historique
D'après l'astrophysicien indien Somak Raychaudhury, la notion de « Grand attracteur » a été introduite dès 1988 par Donald Lynden-Bell, Sandra M. Faber, David Burstein, Roger L. Davies (en), Alan M. Dressler, Roberto J. Terlevich et Gary A. Wegner (en).

## Localisation
Les premiers indices d'une déviation par rapport à l'expansion uniforme de l'univers ont été rapportés en 1973 puis en 1978.
La position du Grand attracteur a été déterminée en 1986, et localisée à une distance comprise entre 150 et 250 millions d'années lumière (soit 47 à 79 mégaparsecs) de la Voie lactée ; la dernière valeur étant l'estimation la plus récente), dans la direction des constellations du Triangle austral et de la Règle, entre le mur du Centaure et le mur de la Règle.
Son observation directe est rendue difficile par le fait qu'il se trouve directement derrière le plan galactique de la Voie lactée. Cette attirance serait due à une entité de 50 millions de milliards (5·1016) de masses solaires à la vitesse de 614 km/s.

## Estimation de la masse
En 1992, la plupart des effets prêtés au Grand attracteur ont été attribués à l'effet du biais de Malmquist.
En 2005, les astronomes ont réalisé une étude sur les rayons X provenant de la partie du ciel située dans la zone d'évitement, ce qui a donné au Grand attracteur une masse valant un dixième de ce qui avait été estimé jusqu'alors. Cette étude a également confirmé des théories prédisant que la Voie lactée était attirée par un amas de galaxies bien plus massif se trouvant vers le superamas de Shapley et derrière le Grand attracteur.
Considéré comme étant la concentration la plus massive de l'univers proche (500 millions d'années-lumière), la masse du Grand attracteur est estimée à deux fois celle du superamas de Shapley.

## Dans la fiction
- Dans sa série de romans Le Cycle de Xeelees (en) (à partir de 1991), Stephen Baxter le mentionne à plusieurs reprises.
- Dans le roman Flinx's Folly (en) (2003) d'Alan Dean Foster, il évoque également le Grand attracteur.
- Il est également mentionné par Peter F. Hamilton dans le tome 3 de Salvation, Le Signal des Saints.